# Euceros medialis
Euceros medialis là một loài tò vò trong họ Ichneumonidae.